# Palácio Legislativo (Uruguai)
O Palácio Legislativo do Uruguai.
O Palácio Legislativo é o edifício que abriga o Poder Legislativo do Uruguai, que é integrado pelas duas câmaras que reunem-se separada ou conjuntamente, segundo a circunstância: a Câmara dos Representantes e o Senado.

## História
O projeto arquitetônico foi selecionado através de um concurso público convocado para este fim, sendo escolhido aquele proposto por Vittorio Meano, arquiteto que se encontrava em Buenos Aires, responsável pelo projeto do Palácio do Congresso da Nação Argentina. No entanto, nunca chegou efetivamente a assumir a obra, já que morreu antes de ser contactado pela comissão organizadora do concurso. O edifício atual é resultado de diversas modificações realizadas no projeto original de Meano, sendo as principais projetadas pelo arquiteto italiano Gaetano Moretti, que ficou encarregado de adaptar e finalizar a obra, a partir de 1913.
Sua construção durou de 1908 a 1925, sendo inaugurado em 25 de agosto de 1925, em comemoração do Centenário da Declaração de Independência do país.